# 钟花韭
钟花韭（学名：Allium kingdonii）为葱科葱属的植物，是中国的特有植物。分布在中国大陆的西藏自治区等地，生长于海拔4,500米至5,000米的地区，一般生长在山坡湿地及灌丛下，目前已由人工引种栽培。